# 太岳军区司令部旧址
太岳军区司令部旧址，位于山西省长治市沁源县城东南7公里，是中华人民共和国全国重点文物保护单位之一。
现旧址中有土窑10孔，占地面积约1800平方米。1939年，由薄一波、牛佩琮率领山西青年抗敌决死队一纵队司令部迁驻阎寨村。当时行署与决死一纵队司令部合署办公。1940年成立太岳军区。1942年迁往安泽县。1982年重新修葺。1986年8月18日，公布为山西省文物保护单位，2013年5月公布为全国重点文物保护单位，是一座革命纪念建筑物。